# Lerninsel
Die Lerninsel bezeichnet einen Schwerpunkt im Lehrplan und ist eine Ausprägung von arbeitsnahen Lernformen. Sie gehört zur beruflichen Aus- und Weiterbildung von jungen Erwachsenen, die am Prozess der Erwerbstätigkeit orientiert ist. Dabei werden Lernstoff und Lerninfrastruktur an einen Arbeitsplatz gekoppelt. 
Lerninseln werden im Fertigungsbereich, im kaufmännischen Bereich und als Teil der Weiterbildungsmaßnahmen in Unternehmen eingesetzt.

## Organisation
Die Auszubildenden bleiben oft mehrere Monate auf einer Lerninsel und bearbeiten eigenständig komplexe Fertigungsaufträge. Die Lerninseln verfolgen beispielsweise folgende Lernziele:
- Fach- und Methodenkompetenz
- Selbststeuerung und Eigenverantwortung
- Kooperations- und Teamfähigkeit als soziale Kompetenz
- Qualitätssicherung
- ganzheitliches Denken.

Die zugehörige Lernsituation beschreibt realitätsbezogene Aufgaben und Problemstellungen.